# Selang (Kebumen)
Selang is een bestuurslaag in het regentschap Kebumen van de provincie Midden-Java, Indonesië. Selang telt 3749 inwoners (volkstelling 2010).